# Mykhaïlo Starytsky
Mykhaïlo Pétrovytch Starytsky (en ukrainien : Михайло Петрович Старицький ; en russe : Михаил Петрович Старицкий, Mikhaïl Pétrovitch Staritski), né le 14 décembre 1840 à Klichtchyntsi (uk) (gouvernement de Poltava, Empire russe) et mort le 27 avril 1904 à Kiev, est un écrivain et dramaturge ukrainien. Il était le père de l'écrivaine Lioudmyla Starytska-Tcherniakhivska.

## Biographie
Orphelin dès son enfance, il est élevé par son oncle, le père du compositeur Mykola Lyssenko. Après des études à l'université de Kharkov, de 1858 à 1860, puis à celle de Kiev, de 1860 à 1866, il quitte cette dernière pour travailler avec Lyssenko. Il se consacre alors à la compilation et à la transcription de chants populaires, qu'il publie avec un arrangement musical de son cousin. En raison de l'hostilité tsariste officielle envers son travail après la promulgation de l'oukase d'Ems, Starytsky est contraint à l'exil en 1878. Il ne rentrera en Ukraine qu'en 1880. Il devient le directeur du premier théâtre national ukrainien, en 1883, puis fonde sa propre troupe théâtrale en 1885. Il cesse ses activités liées au théâtre en 1895 pour se consacrer exclusivement à la littérature.

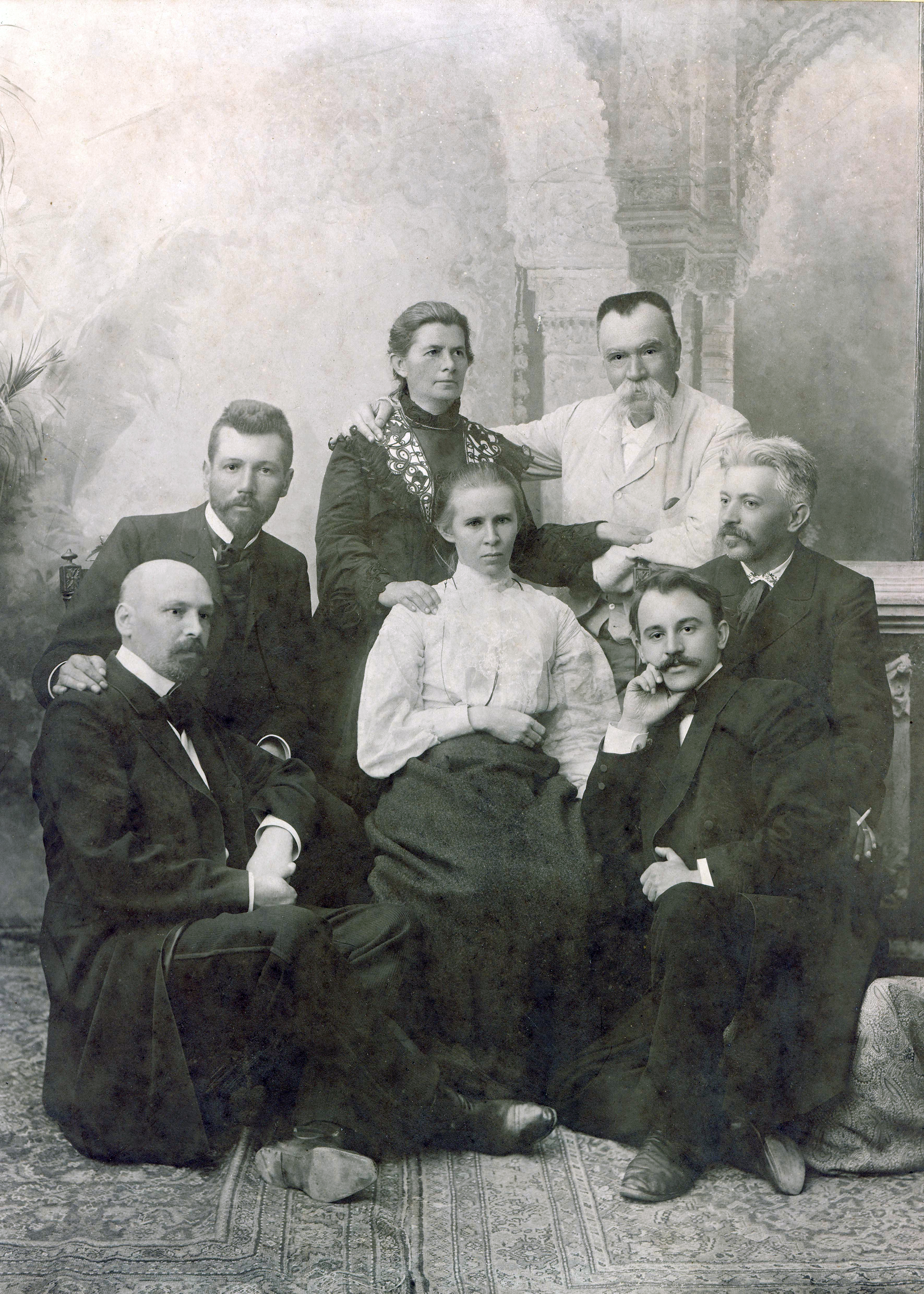
En 1903 avec Mykhaïlo Kotsioubynsky, Vassyl Stefanyk, Olena Pchilka, Lessia Oukraïnka, Hnat Khotkevytch.

## Œuvres

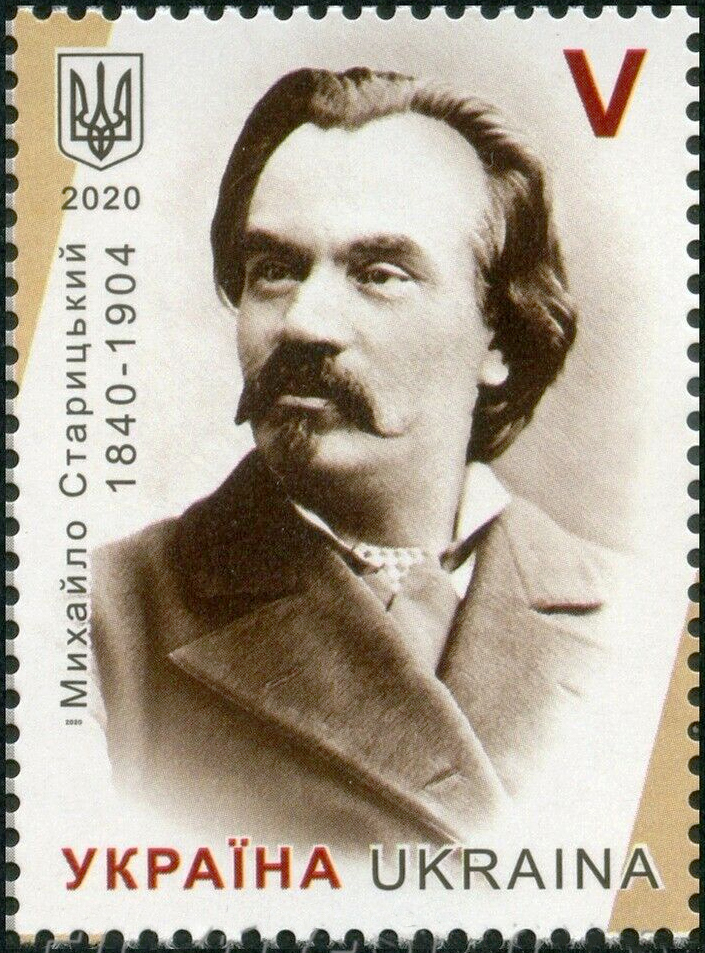
EN 2020, un timbre ukrainien à son nom.

Mykhailo Starytsky a participé à plusieurs livrets d'opéras de son cousin, dont Harkoucha, Tchornomortsi (Les Cosaques de la mer Noire), Rizdviana nitch (Nuit de Noël), Tarass Boulba et Outoplena (La Jeune Fille noyée).
- Bohdan Khmelnytsky (1897)
- Maroussia Bohouslavka (1899)
- Obloha Bouchi (Le Siège de Boucha, 1891),
- Pered boureïou (Avant la tempête, 1894)
- Razboïnik Karmeliouk (Le Voleur Karméliouk, 1903)